# Кавагое
Кавагое (јап. 川越市) град је у Јапану у префектури Саитама. Према попису становништва из 2005. у граду је живело 333.765 становника.

## Становништво
Према подацима са пописа, у граду је 2005. године живело 333.765 становника.
| 1995.   | 2000.   | 2005.   |
| ------- | ------- | ------- |
| 323.353 | 330.766 | 333.765 |

## Партнерски градови
- Отен
- Офенбах на Мајни
- Сејлем